# Maribel Verdú
María Isabel "Maribel" Verdú Rollán, född 2 oktober 1970 i Madrid, är en spansk skådespelare.
Verdu är känd för en internationell publik för att ha spelat i Alfonso Cuaróns film Din morsa också! (2001) och i Guillermo del Toros film Pans labyrint (2006). Hon har nominerats till Goya-priset nio gånger varav hon vunnit två i kategorin Bästa kvinnliga huvudroll, 2008 för Siete mesas de billar francés och 2013 för Blancanieves.
Hon är gift med Pedro Larrañaga som är son till skådespelaren Carlos Larrañaga.

## Filmografi (i urval)
- 1990 – Gryningens ryttare
- 1992 – Belle époque
- 1993 – Huevos de oro
- 1999 – Goya
- 2001 – Din morsa också!
- 2003 – Jericho Mansions
- 2006 – Pans labyrint
- 2007 – La Zona
- 2007 – Siete mesas de billar francés
- 2009 – Tetro
- 2012 – Blancanieves
- 2023 – The Flash
- 2025 – When No One Sees Us (TV-serie)